# Carolyn Cooper
Carolyn Cooper CD (sinh ngày 20 tháng 11 năm 1950) là một tác giả và học giả văn học Tây Ấn. Sinh ra ở Jamaica, bà là giáo sư nghiên cứu văn học và văn hóa tại Đại học West Indies, Mona, Jamaica. Từ năm 1975 đến năm 1980, bà là trợ lý giáo sư tại Đại học Atlantic Union ở South Lancaster, Massachusetts. Bà được bổ nhiệm làm giảng viên khoa Văn học bằng tiếng Anh tại Đại học West Indies năm 1980.

## Tiểu sử
Carolyn Joy Cooper sinh năm 1950 tại Kingston, Jamaica, có cha mẹ là thành viên của Giáo hội Cơ Đốc Phục Lâm.
Năm 1968 bà được trao học bổng Jamaica (Girls). Bà theo học Đại học West Indies, Mona, tốt nghiệp Cử nhân Nghệ thuật bằng tiếng Anh (BA English) năm 1971. Bà đã được nhận học bổng của Cơ quan Phát triển Quốc tế Canada vào học tại Đại học Toronto, Ontario, Canada, vào năm 1971 để học thạc sĩ bằng tiếng Anh, sau đó là bằng tiến sĩ. tại cùng một tổ chức vào năm 1977.
Bà là công cụ thành lập Đơn vị Nghiên cứu Reggae tại Đại học West Indies, Mona năm 1994, nơi đã tổ chức nhiều bài giảng và hội thảo công cộng với các nghệ sĩ reggae/dancehall và các học viên khác trong ngành công nghiệp âm nhạc ở Jamaica và quốc tế như Lady Saw, Vybz Kartel, Bounty Killer, Tony Rebel, Ninjaman, Louise Frazer-Bennett, Christine Hewett, Tanya Stephens, [./https://en.wikipedia.org/wiki/Gentleman_(musician) Gentleman] và Queen Ifrica. Giáo sư Cooper thành lập Bài giảng Bob Marley hàng năm vào năm 1997. Đơn vị nghiên cứu Reggae cũng đã triệu tập các hội nghị học thuật, bao gồm cả Hội nghị Reggae toàn cầu năm 2008, các bài báo toàn thể được thu thập trong Global Reggae (2012), do Cooper biên tập và được xuất bản bởi Đại học West Indies Press. Với Tiến sĩ Eleanor Wint, Cooper đồng biên tập Bob Marley: The Man and His Music (2003), một tuyển tập các bài báo được trình bày tại hội nghị chuyên đề năm 1995 đánh dấu sinh nhật lần thứ 50 của biểu tượng reggae.
Cooper cũng là tác giả của các cuốn sách Noises in the Blood: Orality, Gender and the "Vulgar" Body of Jamaican Popular Culture (1993) và Sound Clash: Jamaican Dancehall Culture at Large (2004).
Là một nhân vật truyền thông nổi tiếng ở Jamaica, Cooper là một chuyên mục hàng tuần cho Sunday Gleaner. Vào những năm 1990, bà đồng tổ chức một chương trình truyền hình, Man and Woman Story, với Tiến sĩ Leahcim Semaj cho Tập đoàn phát thanh truyền hình Jamaica. Bà cũng đồng tổ chức một chương trình về các vấn đề công cộng, Question Time trên truyền hình CVM và gần đây nhất là Big People Sup'm trên PBC Jamaica.

## Mục lục
- (editor) Global Reggae, 2012
- Sound Clash: Jamaican Dancehall Culture at Large, 2004
- (with Eleanor Wint, eds) Bob Marley: The Man and His Music, 2003
- Noises In The Blood: Orality, Gender and the "Vulgar" Body of Jamaican Popular Culture, 1995